# Visita (canción)
«Visita» es una canción grabada por la banda mexicana de rock contemporáneo Enjambre. La canción fue escrita por el vocalista de la banda Luis Humberto Navejas y producida por el tecladista y productor Julián Navejas.
Fue lanzada a través de Universal Music México, el 20 de octubre de 2011 como el primer sencillo de su tercer álbum de estudio Daltónico.«Visita» se convirtió en uno de los mayores éxitos comerciales para Enjambre. Se posicionó en el número 14 en las listas de la radio en México. Fue versionada al género de bolero y danzón para el álbum Noches de salón.

## Video musical
El vídeo musical oficial de «Visita» fue lanzado en octubre de 2011 en la plataforma digital YouTube. El videoclip ha recibido más de 14 millones de vistas desde su publicación. Fue producido por Tely Productions y dirigida por Anton Goenechea.En tanto que la versión de Noches de salón ha alcanzado más de 400 mil reproducciones.

## Lista de canciones

### Descarga digital
| Visita — Sencillo |          |          |  |
| N.º               | Título   | Duración |  |
| 1.                | «Visita» | 3:42     |  |

## Listas

### Semanales
| País   | Lista                            | Mejor posición | Ref.  |
| ------ | -------------------------------- | -------------- | ----- |
| México | Radio Top 100 Rock Songs (Radio) | 14             | [ 8 ] |